# جبل لحبوش

تعديل مصدري - تعديل

جبل لحبوش هي إحدى قرى عزلة جعار بمديرية خنفر التابعة لمحافظة أبين، بلغ تعداد سكانها 61 نسمة حسب تعداد اليمن لعام 2004.